# Professional Snooker League
Die Senator Windows Professional Snooker League 1984 war ein einmalig ausgetragenes professionelles Snookerturnier im Rahmen der Saison 1983/84, das als Liga vom 11. November 1983 bis zum 14. April 1984 an verschiedenen Orten ausgetragen wurde. Sieger wurde John Virgo, der auf der Abschlusstabelle knapp vor Dennis Taylor den ersten Platz belegte. Taylor spielte im Gegenzug mit einem 139er-Break das höchste Century Break des Turnieres.

## Preisgeld
Gesponsert wurde das Turnier von dem Unternehmen Senator Windows. Allerdings erhielten die teilnehmenden Spieler kein Preisgeld.

## Turnierverlauf
Das Turnier fand mit insgesamt zwölf Teilnehmern als einfaches Rundenturnier verstreut an verschiedenen Austragungsorten statt. Alle Spiele gingen über zehn Frames, was heißt, dass auch Unentschieden möglich waren. Am Ende wurde eine Abschlusstabelle aufgestellt, deren Erstplatzierter das Turnier gewann.
Das Turnier wurde nur ein einziges Mal ausgetragen, da es erhebliche finanzielle Probleme gab und es infolgedessen nach nur einer Ausgabe wiedereingestellt wurde. Wenige Jahre später wurde das Konzept des Turnieres wiederbelebt, als man mit der Austragung der Matchroom League begann.

### Teilnehmer
Die folgende Tabelle führt die teilnehmenden Spieler, deren Nationalität und deren Weltranglistenposition auf. Alles in allem kamen alle Spieler aus den Top 16 und damit aus der Weltspitze, auch wenn neben Platz 3 der Weltrangliste, Cliff Thorburn, unter anderem der Weltranglistenführende Steve Davis nicht teilnahm.
| Name           | Land       | WRL-Pos. |
| -------------- | ---------- | -------- |
| Eddie Charlton | Australien | 6        |
| Alex Higgins   | Nordirland | 5        |
| Tony Knowles   | England    | 4        |
| Doug Mountjoy  | Wales      | 12       |
| Ray Reardon    | Wales      | 2        |
| John Spencer   | England    | 16       |
| Kirk Stevens   | Kanada     | 7        |
| David Taylor   | England    | 10       |
| Dennis Taylor  | Nordirland | 13       |
| John Virgo     | England    | 14       |
| Bill Werbeniuk | Kanada     | 8        |
| Jimmy White    | England    | 11       |

### Spiele
Die folgenden Tabellen führen alle Spiele des Turnieres nach der von CueTracker verwendeten alphabetischen Anordnung der jeweiligen Sieger an. Der Kanadier Kirk Stevens spielte nicht alle Spiele mit; diese nicht gespielten Partien sind hier nicht aufgeführt und haben keinen Einfluss auf die Tabelle.
| Spiel | Spieler 1      | Ergebnis | Spieler 2      |
| ----- | -------------- | -------- | -------------- |
| 1     | Eddie Charlton | 46:46    | Doug Mountjoy  |
| 2     | Eddie Charlton | 46:46    | David Taylor   |
| 3     | Eddie Charlton | 46:46    | Jimmy White    |
| 4     | Eddie Charlton | 46:46    | Ray Reardon    |
| 5     | Eddie Charlton | 37:37    | John Spencer   |
| 6     | Eddie Charlton | 37:37    | John Virgo     |
| 7     | Eddie Charlton | 28:28    | Tony Knowles   |
| 8     | Alex Higgins   | 5:5      | Ray Reardon    |
| 9     | Alex Higgins   | 5:5      | David Taylor   |
| 10    | Alex Higgins   | 46:46    | Doug Mountjoy  |
| 11    | Alex Higgins   | 46:46    | Dennis Taylor  |
| 12    | Alex Higgins   | 37:37    | Eddie Charlton |
| 13    | Alex Higgins   | 37:37    | Bill Werbeniuk |
| 14    | Tony Knowles   | 5:5      | Ray Reardon    |
| 15    | Tony Knowles   | 5:5      | Alex Higgins   |
| 16    | Tony Knowles   | 46:46    | John Spencer   |
| 17    | Tony Knowles   | 46:46    | David Taylor   |
| 18    | Tony Knowles   | 37:37    | Bill Werbeniuk |
| 19    | Doug Mountjoy  | 37:37    | Jimmy White    |
| 20    | Doug Mountjoy  | 37:37    | Bill Werbeniuk |
| 21    | Doug Mountjoy  | 37:37    | Kirk Stevens   |

| Spiel | Spieler 1     | Ergebnis | Spieler 2      |
| ----- | ------------- | -------- | -------------- |
| 22    | Doug Mountjoy | 37:37    | Tony Knowles   |
| 23    | Doug Mountjoy | 19:19    | David Taylor   |
| 24    | Ray Reardon   | 5:5      | Doug Mountjoy  |
| 25    | Ray Reardon   | 5:5      | John Spencer   |
| 26    | Ray Reardon   | 5:5      | David Taylor   |
| 27    | Ray Reardon   | 46:46    | Bill Werbeniuk |
| 28    | John Spencer  | 5:5      | John Virgo     |
| 29    | John Spencer  | 5:5      | Jimmy White    |
| 30    | John Spencer  | 46:46    | Alex Higgins   |
| 31    | John Spencer  | 46:46    | Kirk Stevens   |
| 32    | John Spencer  | 37:37    | Bill Werbeniuk |
| 33    | John Spencer  | 28:28    | Doug Mountjoy  |
| 34    | Kirk Stevens  | 46:46    | Tony Knowles   |
| 35    | Kirk Stevens  | 46:46    | Alex Higgins   |
| 36    | David Taylor  | 46:46    | John Spencer   |
| 37    | Dennis Taylor | 5:5      | Tony Knowles   |
| 38    | Dennis Taylor | 46:46    | Bill Werbeniuk |
| 39    | Dennis Taylor | 46:46    | Doug Mountjoy  |
| 40    | Dennis Taylor | 37:37    | Ray Reardon    |
| 41    | Dennis Taylor | 37:37    | Jimmy White    |
| 42    | Dennis Taylor | 37:37    | John Spencer   |

| Spiel | Spieler 1      | Ergebnis | Spieler 2      |
| ----- | -------------- | -------- | -------------- |
| 43    | Dennis Taylor  | 37:37    | David Taylor   |
| 44    | Dennis Taylor  | 28:28    | Kirk Stevens   |
| 45    | Dennis Taylor  | 28:28    | Eddie Charlton |
| 46    | John Virgo     | 5:5      | Doug Mountjoy  |
| 47    | John Virgo     | 46:46    | Tony Knowles   |
| 48    | John Virgo     | 46:46    | Kirk Stevens   |
| 49    | John Virgo     | 46:46    | Alex Higgins   |
| 50    | John Virgo     | 46:46    | Jimmy White    |
| 51    | John Virgo     | 46:46    | David Taylor   |
| 52    | John Virgo     | 46:46    | Ray Reardon    |
| 53    | John Virgo     | 46:46    | Dennis Taylor  |
| 54    | John Virgo     | 28:28    | Bill Werbeniuk |
| 55    | Bill Werbeniuk | 5:5      | Eddie Charlton |
| 56    | Bill Werbeniuk | 46:46    | David Taylor   |
| 57    | Bill Werbeniuk | 46:46    | Jimmy White    |
| 58    | Jimmy White    | 5:5      | Tony Knowles   |
| 59    | Jimmy White    | 46:46    | Ray Reardon    |
| 60    | Jimmy White    | 46:46    | Alex Higgins   |
| 61    | Jimmy White    | 46:46    | David Taylor   |
| 62    | Jimmy White    | 46:46    | Kirk Stevens   |

| Spiel | Spieler 1      | Ergebnis | Spieler 2      |
| ----- | -------------- | -------- | -------------- |
| 1     | Eddie Charlton | 46:46    | Doug Mountjoy  |
| 2     | Eddie Charlton | 46:46    | David Taylor   |
| 3     | Eddie Charlton | 46:46    | Jimmy White    |
| 4     | Eddie Charlton | 46:46    | Ray Reardon    |
| 5     | Eddie Charlton | 37:37    | John Spencer   |
| 6     | Eddie Charlton | 37:37    | John Virgo     |
| 7     | Eddie Charlton | 28:28    | Tony Knowles   |
| 8     | Alex Higgins   | 5:5      | Ray Reardon    |
| 9     | Alex Higgins   | 5:5      | David Taylor   |
| 10    | Alex Higgins   | 46:46    | Doug Mountjoy  |
| 11    | Alex Higgins   | 46:46    | Dennis Taylor  |
| 12    | Alex Higgins   | 37:37    | Eddie Charlton |
| 13    | Alex Higgins   | 37:37    | Bill Werbeniuk |
| 14    | Tony Knowles   | 5:5      | Ray Reardon    |
| 15    | Tony Knowles   | 5:5      | Alex Higgins   |
| 16    | Tony Knowles   | 46:46    | John Spencer   |
| 17    | Tony Knowles   | 46:46    | David Taylor   |
| 18    | Tony Knowles   | 37:37    | Bill Werbeniuk |
| 19    | Doug Mountjoy  | 37:37    | Jimmy White    |
| 20    | Doug Mountjoy  | 37:37    | Bill Werbeniuk |
| 21    | Doug Mountjoy  | 37:37    | Kirk Stevens   |

| Spiel | Spieler 1     | Ergebnis | Spieler 2      |
| ----- | ------------- | -------- | -------------- |
| 22    | Doug Mountjoy | 37:37    | Tony Knowles   |
| 23    | Doug Mountjoy | 19:19    | David Taylor   |
| 24    | Ray Reardon   | 5:5      | Doug Mountjoy  |
| 25    | Ray Reardon   | 5:5      | John Spencer   |
| 26    | Ray Reardon   | 5:5      | David Taylor   |
| 27    | Ray Reardon   | 46:46    | Bill Werbeniuk |
| 28    | John Spencer  | 5:5      | John Virgo     |
| 29    | John Spencer  | 5:5      | Jimmy White    |
| 30    | John Spencer  | 46:46    | Alex Higgins   |
| 31    | John Spencer  | 46:46    | Kirk Stevens   |
| 32    | John Spencer  | 37:37    | Bill Werbeniuk |
| 33    | John Spencer  | 28:28    | Doug Mountjoy  |
| 34    | Kirk Stevens  | 46:46    | Tony Knowles   |
| 35    | Kirk Stevens  | 46:46    | Alex Higgins   |
| 36    | David Taylor  | 46:46    | John Spencer   |
| 37    | Dennis Taylor | 5:5      | Tony Knowles   |
| 38    | Dennis Taylor | 46:46    | Bill Werbeniuk |
| 39    | Dennis Taylor | 46:46    | Doug Mountjoy  |
| 40    | Dennis Taylor | 37:37    | Ray Reardon    |
| 41    | Dennis Taylor | 37:37    | Jimmy White    |
| 42    | Dennis Taylor | 37:37    | John Spencer   |

| Spiel | Spieler 1      | Ergebnis | Spieler 2      |
| ----- | -------------- | -------- | -------------- |
| 43    | Dennis Taylor  | 37:37    | David Taylor   |
| 44    | Dennis Taylor  | 28:28    | Kirk Stevens   |
| 45    | Dennis Taylor  | 28:28    | Eddie Charlton |
| 46    | John Virgo     | 5:5      | Doug Mountjoy  |
| 47    | John Virgo     | 46:46    | Tony Knowles   |
| 48    | John Virgo     | 46:46    | Kirk Stevens   |
| 49    | John Virgo     | 46:46    | Alex Higgins   |
| 50    | John Virgo     | 46:46    | Jimmy White    |
| 51    | John Virgo     | 46:46    | David Taylor   |
| 52    | John Virgo     | 46:46    | Ray Reardon    |
| 53    | John Virgo     | 46:46    | Dennis Taylor  |
| 54    | John Virgo     | 28:28    | Bill Werbeniuk |
| 55    | Bill Werbeniuk | 5:5      | Eddie Charlton |
| 56    | Bill Werbeniuk | 46:46    | David Taylor   |
| 57    | Bill Werbeniuk | 46:46    | Jimmy White    |
| 58    | Jimmy White    | 5:5      | Tony Knowles   |
| 59    | Jimmy White    | 46:46    | Ray Reardon    |
| 60    | Jimmy White    | 46:46    | Alex Higgins   |
| 61    | Jimmy White    | 46:46    | David Taylor   |
| 62    | Jimmy White    | 46:46    | Kirk Stevens   |

### Tabelle
| Nr. | Spieler        | Spiele | Spiele | Spiele | Frames | Diff. |
| Nr. | Spieler        | S      | U      | N      | Frames | Diff. |
| --- | -------------- | ------ | ------ | ------ | ------ | ----- |
| 1   | John Virgo     | 8      | 2      | 1      | 63:47  | +16   |
| 2   | Dennis Taylor  | 8      | 1      | 2      | 69:41  | +28   |
| 3   | Eddie Charlton | 7      | 1      | 2      | 56:44  | +12   |
| 4   | Doug Mountjoy  | 5      | 2      | 4      | 61:59  | +2    |
| 5   | Alex Higgins   | 4      | 3      | 4      | 57:53  | +4    |
| 6   | John Spencer   | 4      | 3      | 4      | 56:54  | +2    |
| 7   | Jimmy White    | 4      | 2      | 5      | 52:58  | −6    |
| 8   | Tony Knowles   | 3      | 4      | 4      | 52:58  | −6    |
| 9   | Bill Werbeniuk | 2      | 1      | 7      | 39:61  | −22   |
| 10  | Ray Reardon    | 1      | 5      | 4      | 46:54  | −8    |
| 11  | David Taylor   | 1      | 2      | 7      | 40:60  | −20   |
| 12  | Kirk Stevens   | 2      | 0      | 6      | 29:41  | −12   |

## Century Breaks
Während des Turnieres spielten zehn der zwölf Teilnehmer mindestens ein Century Break, lediglich John Spencer und Kirk Stevens blieben ohne Break von oder mit mehr als 100 Punkten. Insgesamt wurden 46 Century Breaks gespielt.
| Dennis Taylor  | 139, 132, 125, 123, 108, 107, 104 (2×), 101 |
| Bill Werbeniuk | 136, 131                                    |
| Alex Higgins   | 136, 117, 114, 113, 112, 108, 106           |
| Doug Mountjoy  | 132, 130, 123, 116, 110, 109, 101           |
| David Taylor   | 125, 108, 102                               |

| John Virgo     | 121, 107 (2×), 106, 102 |
| Jimmy White    | 119, 114, 105, 104      |
| Tony Knowles   | 116, 114, 106           |
| Eddie Charlton | 115, 114                |
| Ray Reardon    | 112, 105, 101, 100      |